# A szöuli metró járműparkja
A szöuli metró járműveit több koreai és külföldi vállalat gyártotta. A Seoul Metro által üzemeltetett első négy vonalán 1954 kocsi közlekedik (egyenáramú szaggatós, frekvenciaváltós és ellenállásvezérléses egyaránt), öt depó található, az új típusú frekvenciaváltós kocsikat a Hyundai Mobis, a Hyundai Rotem, a Daewoo Heavy Industries és a Hyundai Precision Industry gyártotta; a Seoul Metropolitan Rapid Transit Corp által üzemeltetett 5–8 vonalakon 1616 kocsi fut és 6 depó található. A 7-es vonalon Rowin Corp által gyártott vonatokat üzemeltetnek. A külön társaság által felügyelt 9-es vonalon 144 kocsi közlekedik, a Korail vonalain összesen 2445, az Incshon (Incheon) vonalon pedig 272. A Sinbundang vonalon, a 9-es vonalon és az incshoni (incheoni) metróvonalon a Hyundai Rotem kocsijai közlekednek, a Sinbundang vonalon 72 darab vezető nélküli távvezérlésű vonat jár. Az Everline vonalon Bombardier Advanced Rapid Transit járművek közlekednek, az U vonalon pedig VAL208-as vonatok. Az Ui LRT és Kimpho (Gimpo) Goldline vonalakon Hyundai Rotem-vonatok futnak.

## Járműpark
| Vonal                              | Járművek                                                       | Gyártók                              | Kiszolgáló depók                                                                            | Kiszolgáló depók |
| ---------------------------------- | -------------------------------------------------------------- | ------------------------------------ | ------------------------------------------------------------------------------------------- | --- |
| 1-es vonal                         | Seoul Metro Class 1000 (VVVF) Korail Class 311000              | Hyundai Rotem, Daewoo, Woojin        | Seoul Metro: Kundzsa (Gunja) depó, Szongdong-ku (Seongdong-gu), Szöul                       | Korail: Kuro (Guro) állomás, Kuro-ku (Guro-gu), Szöul Pjongdzsom (Byeongjeom) állomás, Hvaszong (Hwaseong), Kjonggi (Gyeonggi) Mangu állomás, Csungnang-ku (Jungnang-gu), Szöul |
| 2-es vonal                         | Seoul Metro Class 2000 (VVVF)                                  | Hyundai Rotem, Dawonsys              | Seoul Metro: Kundzsa (Gunja) depó, Szongdong-ku (Seongdong-gu), Szöul                       | Seoul Metro: Sindzsong (Sinjeong) depó, Jangcshon-ku (Yangcheon-gu), Szöul |
| 3-as vonal                         | Seoul Metro Class 3000 (VVVF) Korail Class 3000                | Hyundai Rotem, Dawonsys, Woojin      | Seoul Metro: Csicshuk (Jichuk) depó, Togjang-ku (Deogyang-gu), Kojang (Goyang)              | Seoul metro: Szuszo (Suseo) depó, Kangnam-ku (Gangnam-gu), Szöul |
| 4-es vonal                         | Seoul Metro Class 4000 (VVVF) Korail Class 341000              | Hyundai Rotem, Dawonsys, Woojin      | Seoul Metro: Csicshuk (Jichuk) depó, Togjang-ku (Deogyang-gu), Kojang (Goyang)              | Seoul Metro: Cshangdong (Changdong) depó, Novon-ku (Nowon-gu), Szöul Korail: Oido állomás, Sihung (Siheung), Kjonggi (Gyeonggi)                                                 |
| 5-ös vonal                         | SMRT Class 5000 (VVVF)                                         | Hyundai Mobis                        | Koduk-tong (Goduk-dong), Kangdong-ku (Gangdong-gu), Szöul                                   | Panghva-tong (Banghwa-dong), Kangszo-ku (Gangseo-gu), Szöul |
| 6-os vonal                         | SMRT Class 6000 (VVVF)                                         | Hyundai Mobis                        | Sinne-tong (Sinnae-dong), Csungnang-ku (Jungnang-gu), Szöul                                 | |
| 7-es vonal                         | SMRT Class 7000 (VVVF) SMRT SR000                              | Hyundai Rotem, Hanjin, Daewoo, Rowin | Tobong-tong (Dobong-dong), Tobong-ku (Dobong-ku), Szöul                                     | Cshonvang-tong (Cheonwang-dong), Kuro-ku (Guro-gu), Szöul |
| 8-as vonal                         | SMRT Class 8000 (VVVF)                                         | Hyundai Rotem, Hanjin, Daewoo        | Moran állomás, Szongnam (Seongnam), Kjonggi (Gyeonggi)                                      | |
| 9-es vonal                         | Metro 9 Class 9000 (VVVF)                                      | Hyundai Rotem                        | Kehva (Gehwa) állomás, Kangszo-ku (Gangseo-gu), Szöul                                       | |
| AREX                               | AREX Class 1000 AREX Class 2000 KTX-I KTX-Szancshon (Sancheon) | Hyundai Rotem, Alstom                | Jongju (Yongyu), Incshon (Incheon)                                                          | |
| Kjongi–Csungang (Gyeongui–Jungang) | Korail Class 319000 Korail Class 321000 Korail Class 331000    | Hyundai Rotem                        | Munszan (Munsan) állomás, Phadzsu (Paju), Kjonggi (Gyeonggi)                                | |
| Kjongcshun (Gyeongchun) vonal      | Korail Class 361000                                            | Hyundai Rotem                        | Phjongne–Hophjong (Pyeongnae–Hopyeong) állomás, Namjangdzsu (Namyangju), Kjonggi (Gyeonggi) | |
| Pundang (Bundang) vonal            | Korail Class 351000                                            | Hyundai Rotem, Hanjin, Daewoo        | Ori állomás, Szongnam (Seongnam), Kjonggi (Gyeonggi)                                        | |
| Szuin (Suin) vonal                 | Korail Class 351000                                            | Hyundai Rotem, Hanjin, Daewoo        | Oido állomás, Sihung (Siheung), Kjonggi (Gyeonggi)                                          | |
| Sinbundang vonal                   | Sinbundang Class D000                                          | Hyundai Rotem                        | Ori állomás, Szongnam (Seongnam), Kjonggi (Gyeonggi) (a Pundang (Bundang) vonal depója)     | Kvanggjo (Gwanggyo) állomás, Szuvon (Suwon) (tervezett depó 2016-tól) |
| Incshon (Incheon) 1                | Incheon Metro 1000                                             | Hyundai Rotem, Daewoo                | Kjulhjon (Gyulhyeon) állomás, Incshon (Incheon)                                             | |
| Incshon (Incheon) 2                | Incheon Metro 2000                                             | Hyundai Rotem                        | Kumdan Orju (Geummdan Oryu)                                                                 | |
| EverLine                           | Innovia ART 200                                                | Bombardier Transportation            | Cshoin-ku (Cheoin-gu), Jongin (Yongin), Kjonggi (Gyeonggi)                                  | |
| U vonal                            | VAL208                                                         | Véhicule Automatique Léger           | Thapszok (Tapseok) állomás, Jonghjon-tong (Yonghyeon-dong), Idzsongbu (Uijeongbu)           | |
| Kjonggang vonal                    | Korail Class 371000                                            | Hyundai Rotem                        | Pubal (Bubal)                                                                               | |
| Ui LRT                             | UL000                                                          | Hyundai Rotem                        |                                                                                             | |
| Szohe (Seohae) vonal               | Korail Class 391000                                            | Hyundai Rotem                        | Sihung (Siheung)                                                                            | |
| Kimpho Goldline                    | Gimpo Goldline Class 1000                                      | Hyundai Rotem                        | Kimpho Hangang (Gimpo Hangang)                                                              | |

### Seoul Metro-járművek

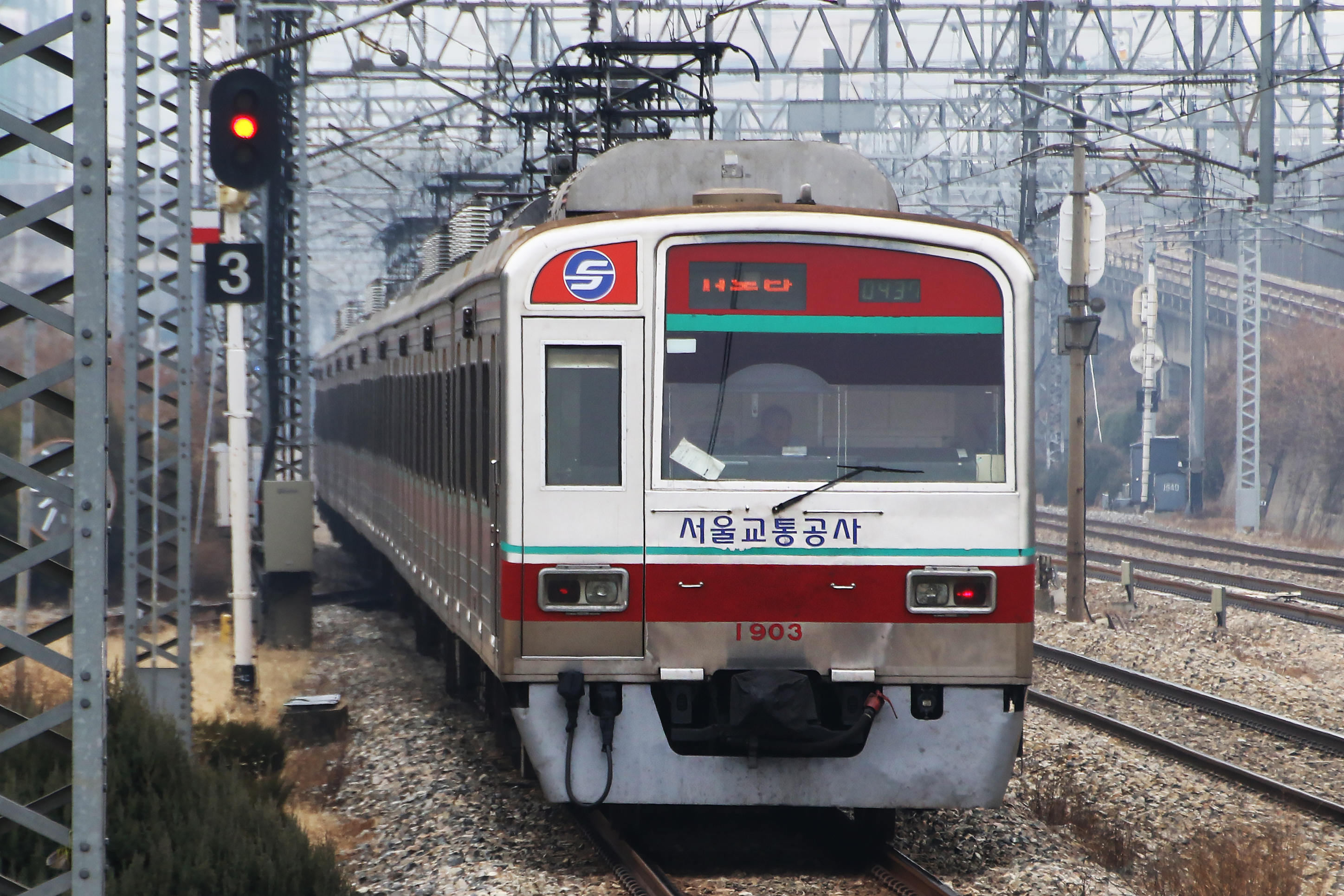
Seoul Metro Class 1000
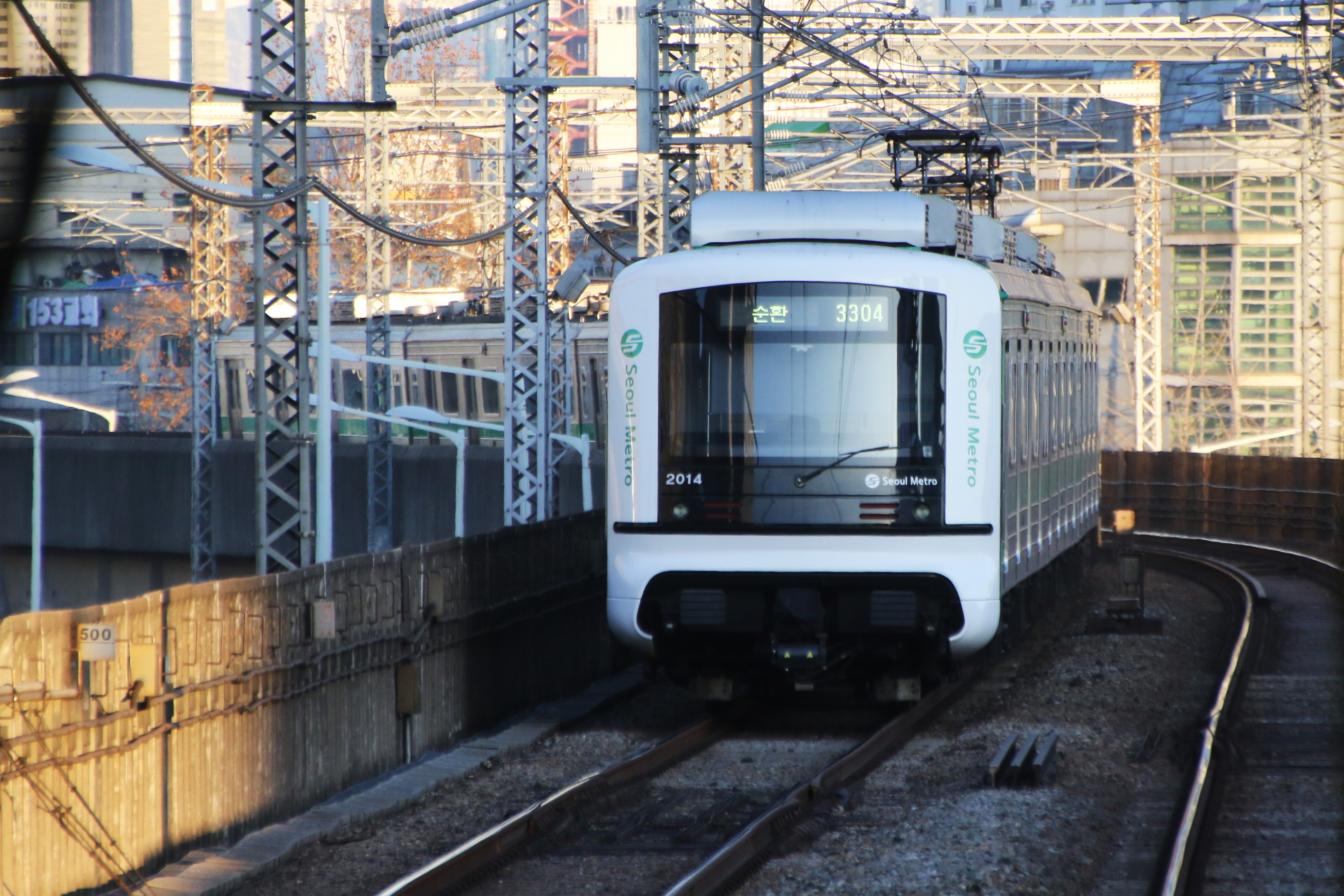
Seoul Metro Class 2000
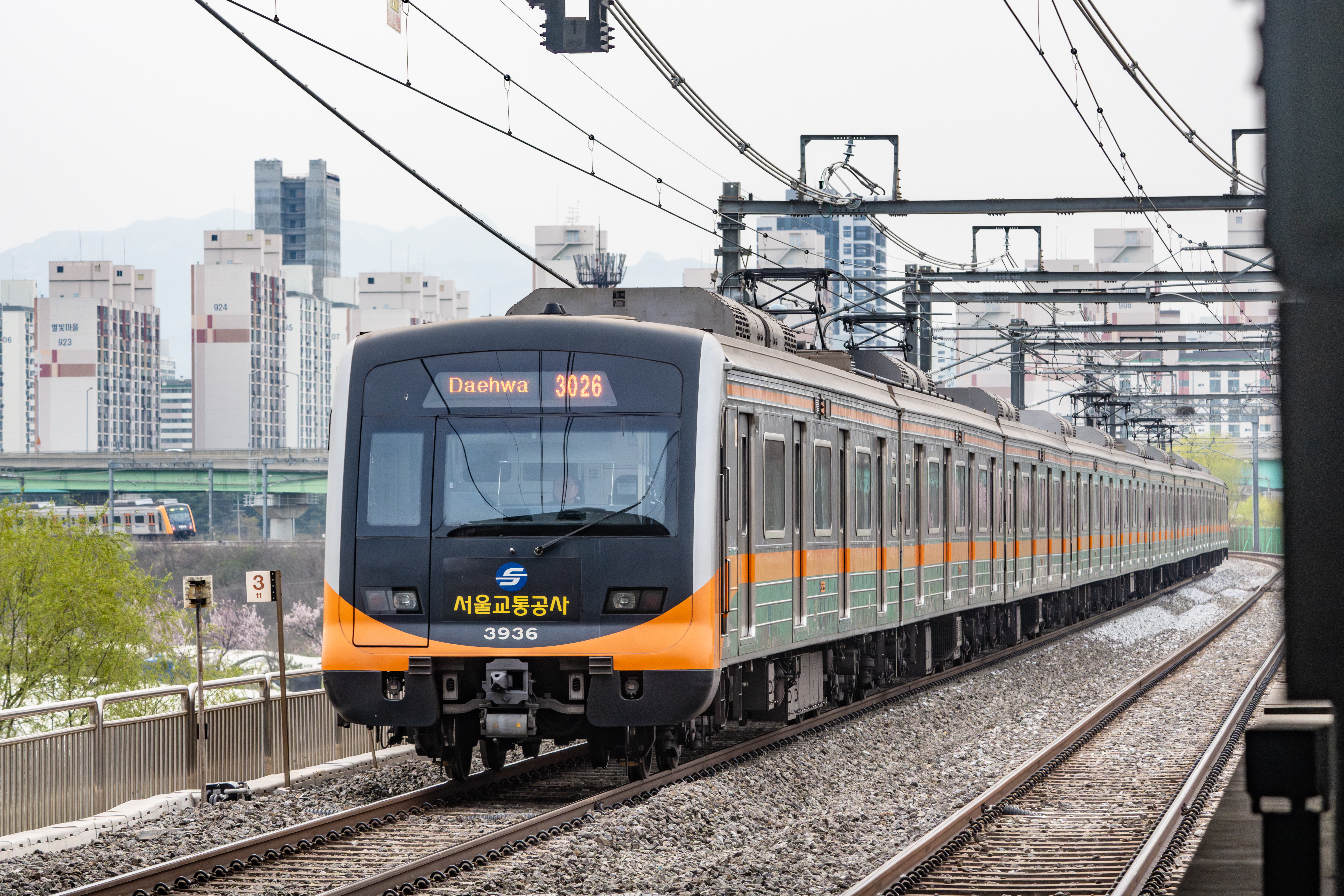
Seoul Metro Class 3000
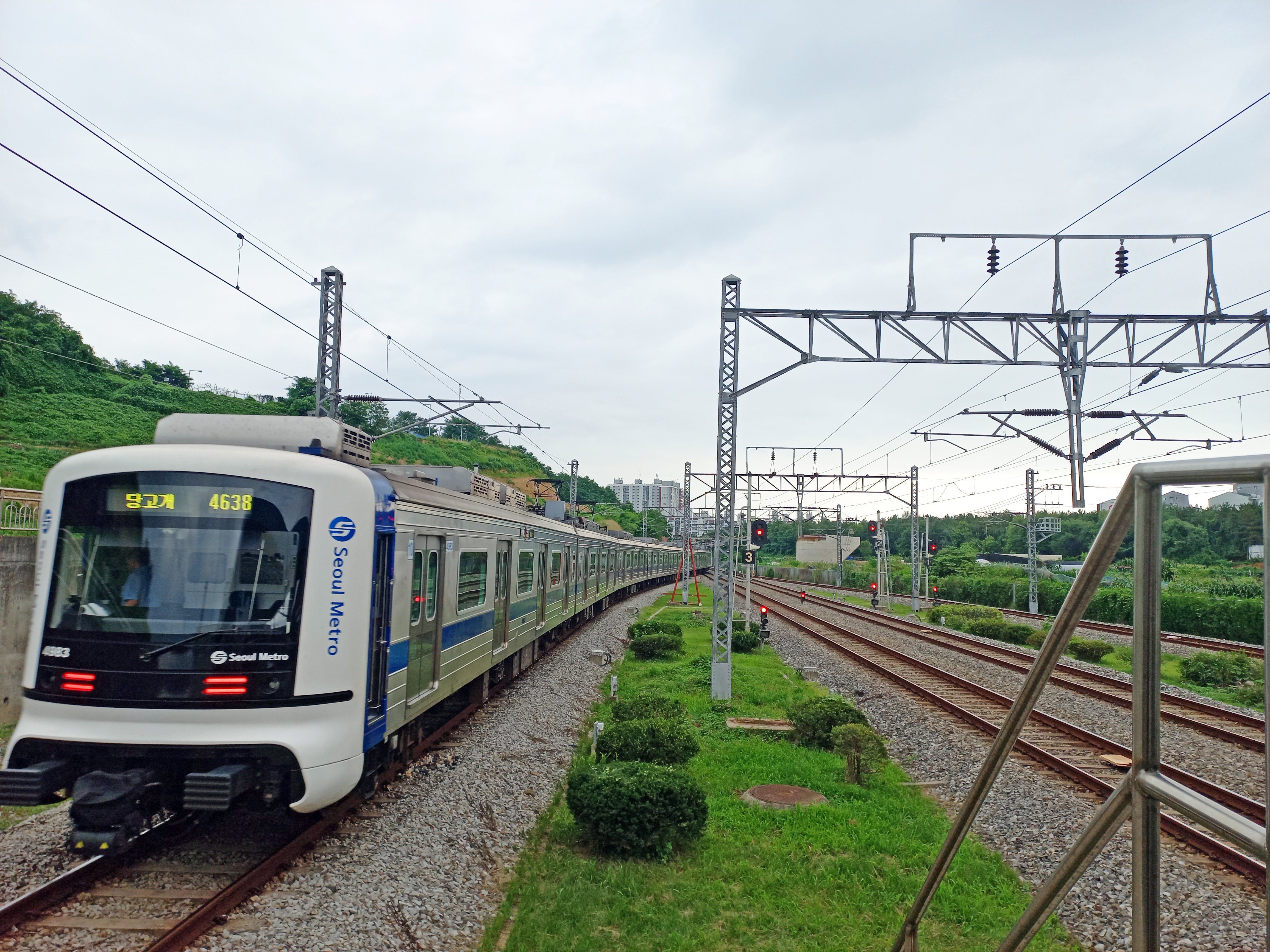
Seoul Metro Class 4000
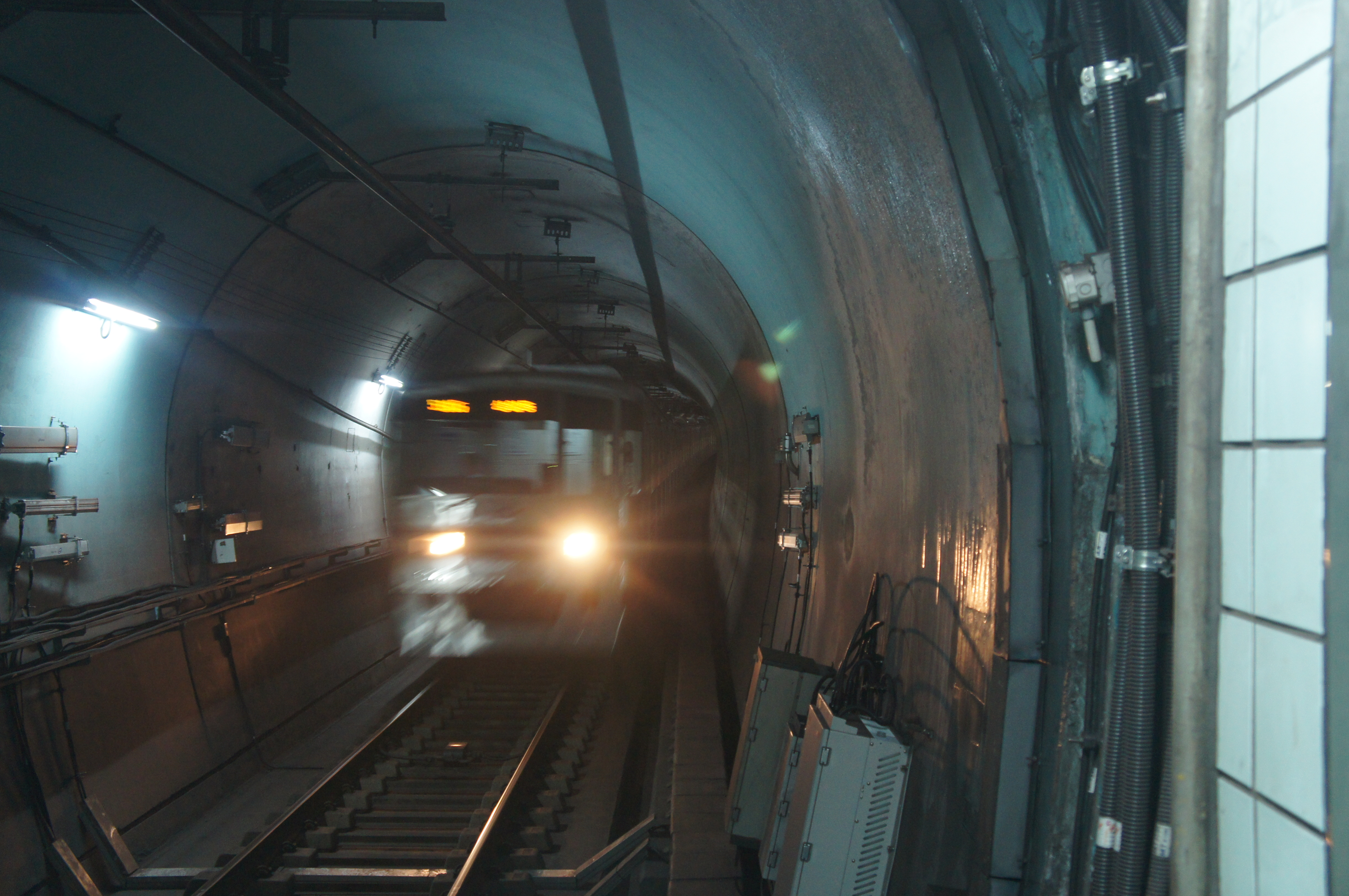
SMRT Class 5000
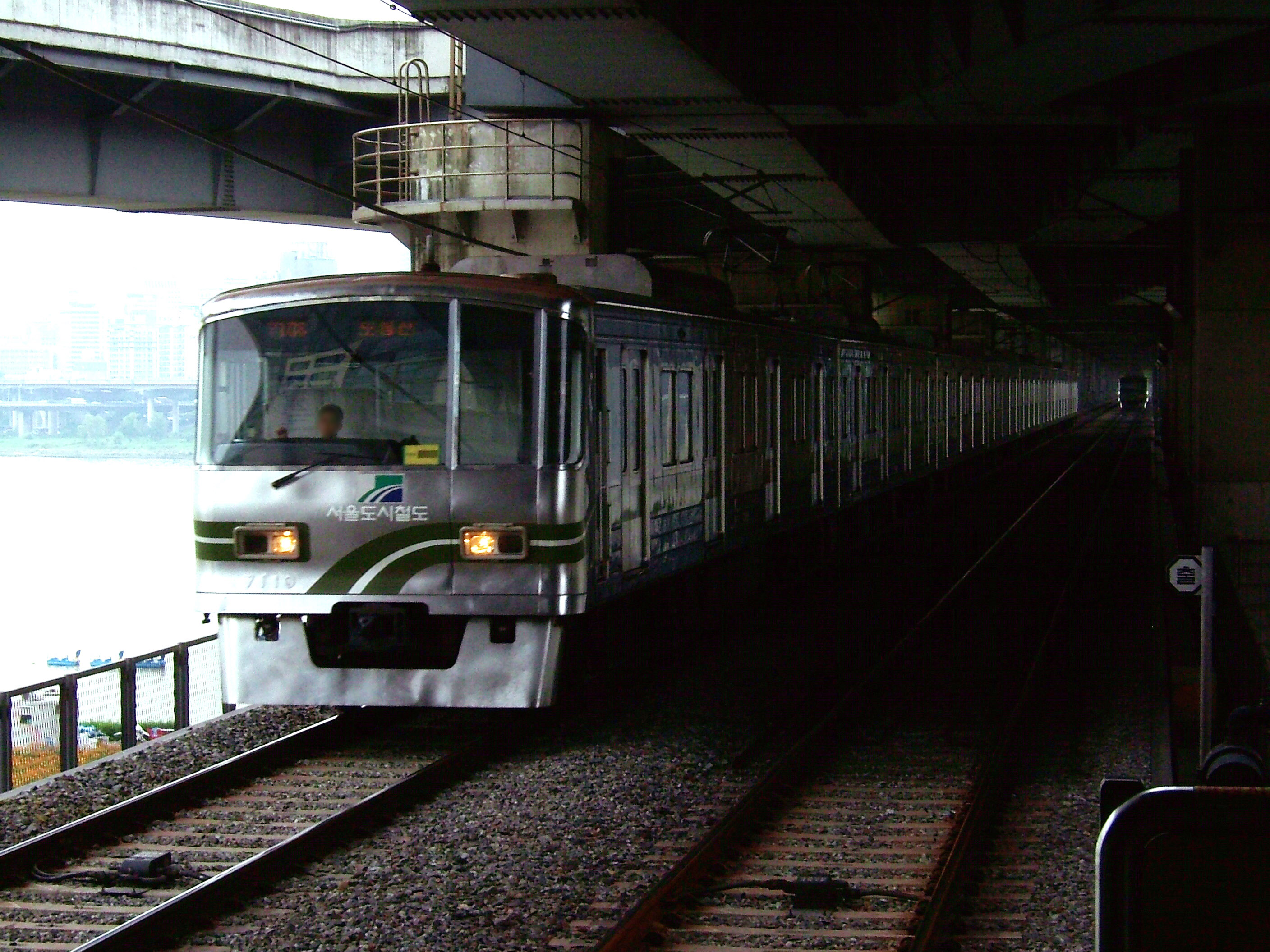
SMRT Class 7000
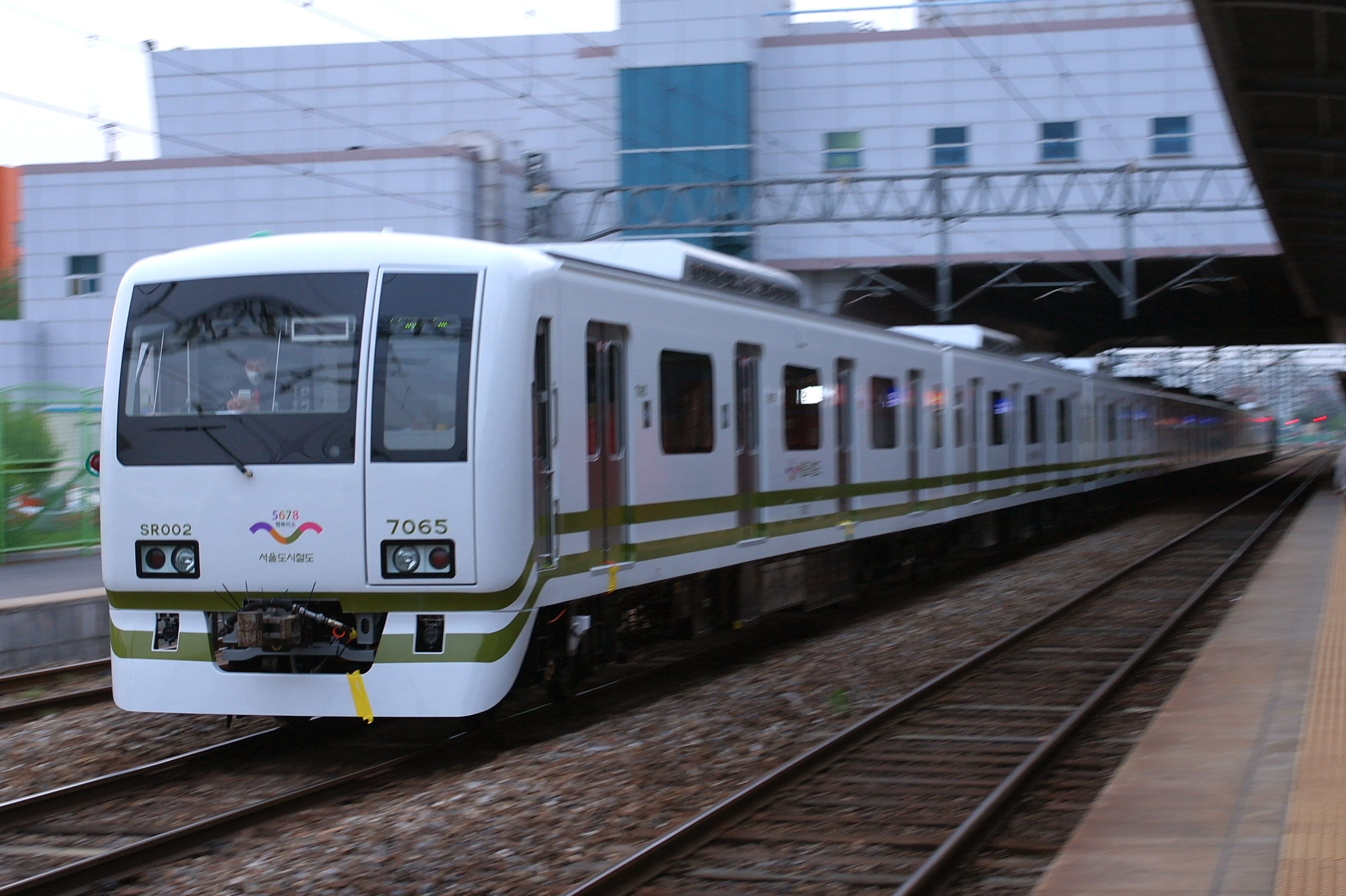
SMRT Class SR000
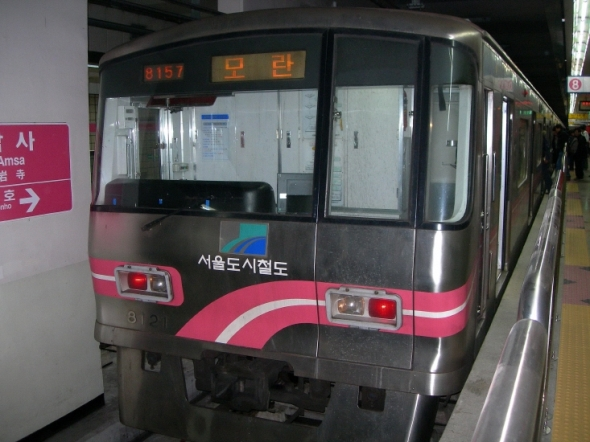
SMRT Class 8000
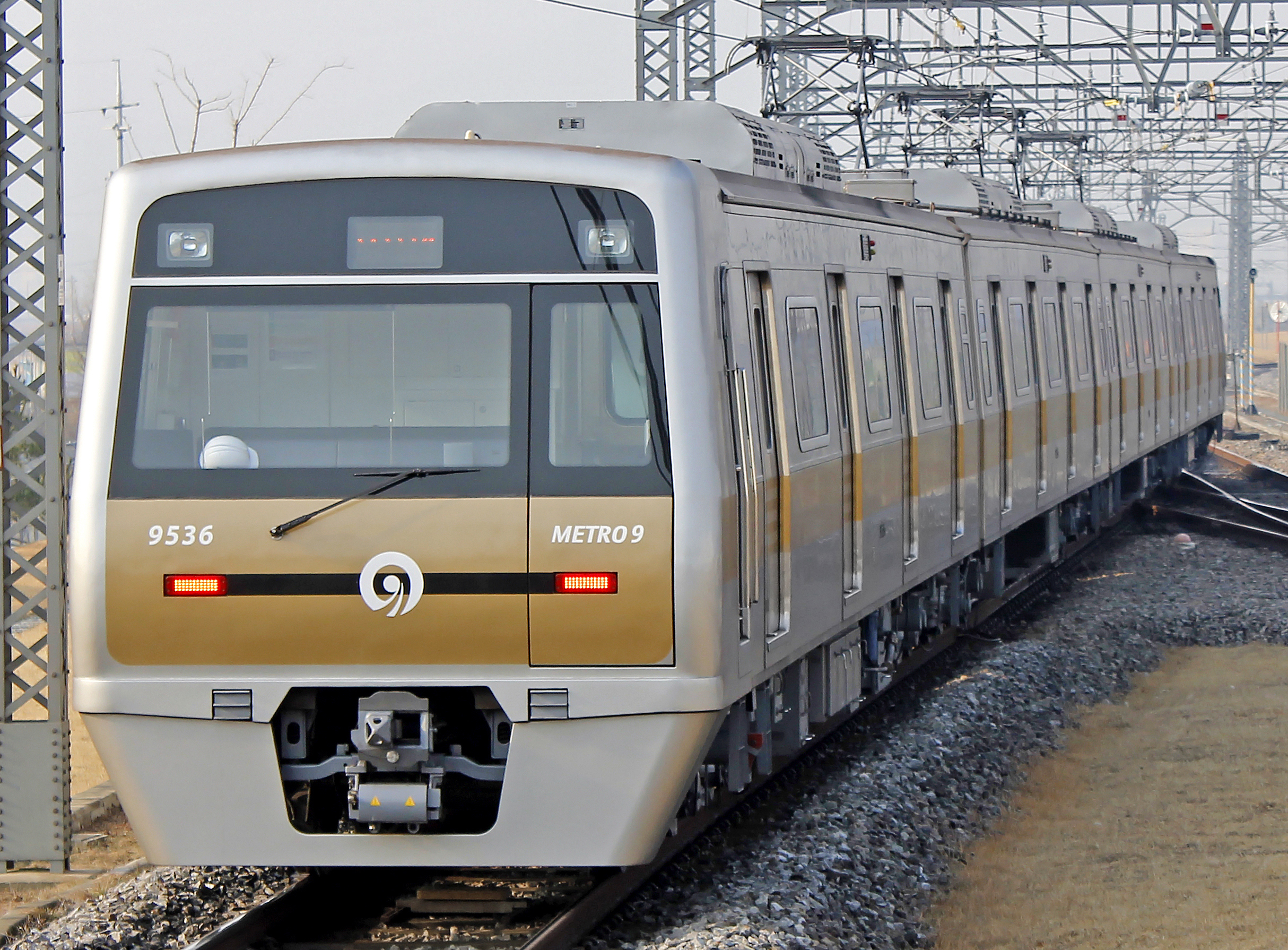
Metro 9 Class 9000

### Korail-járművek

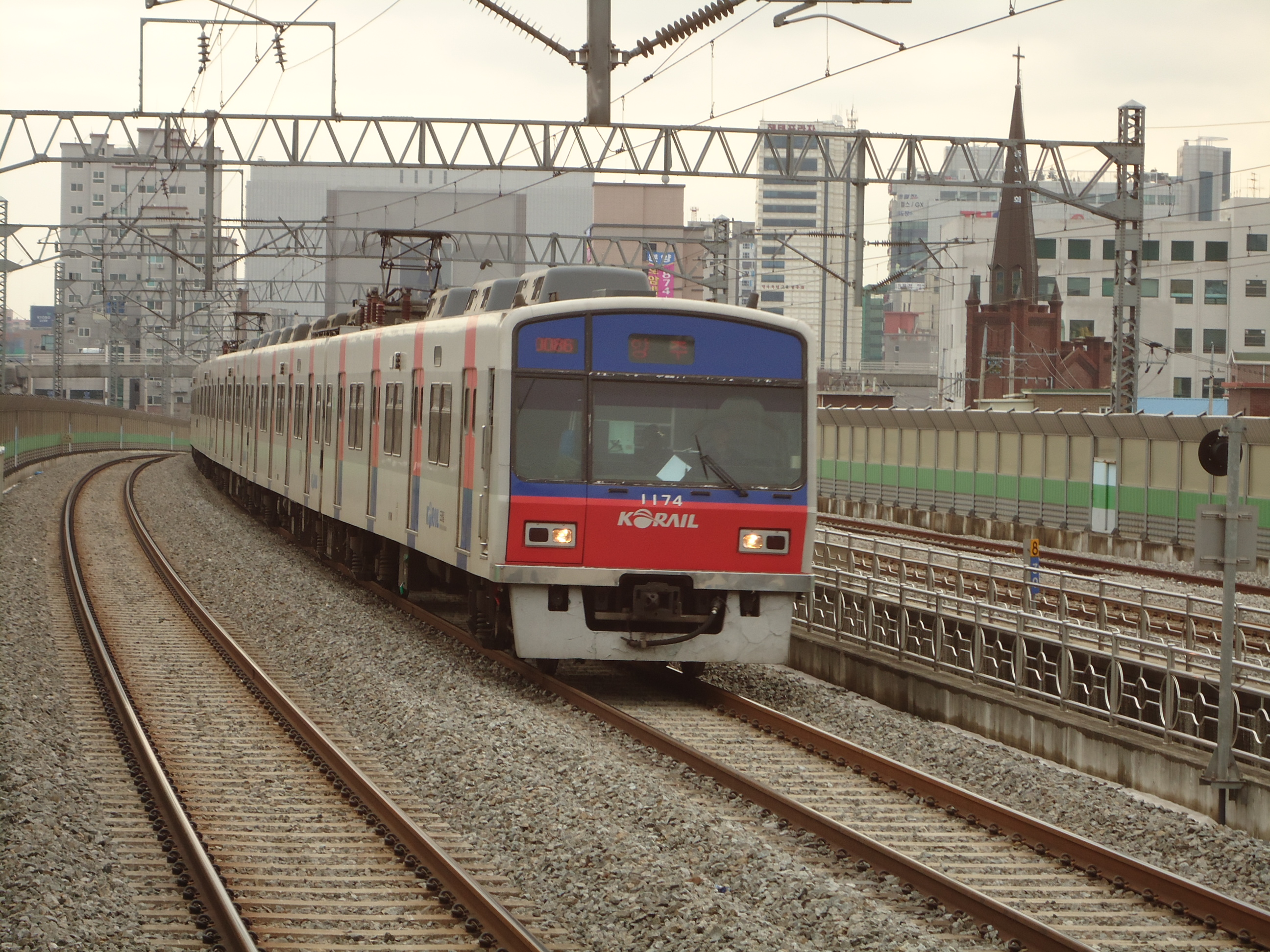
Korail 1000 sorozat
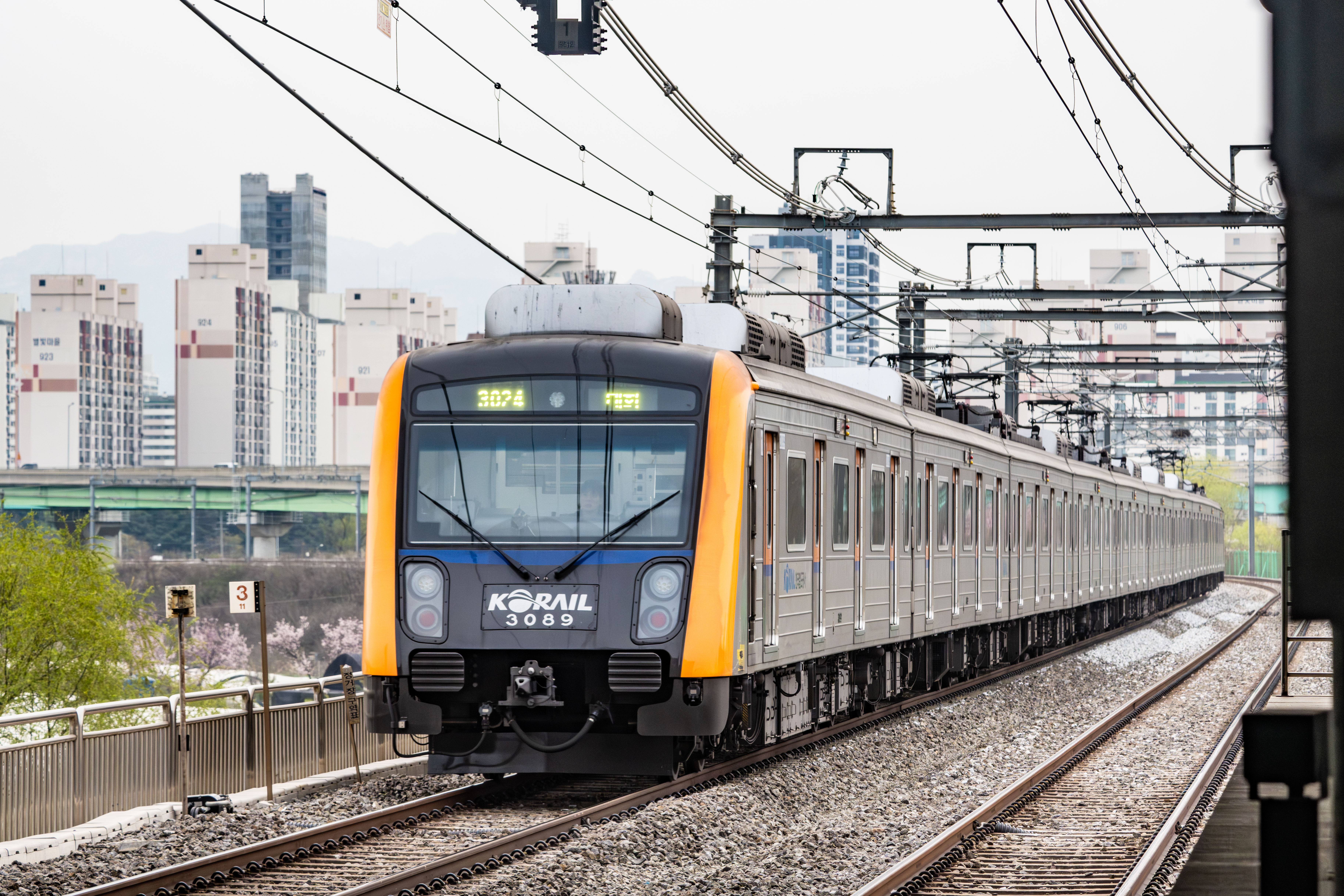
Korail 3000 sorozat
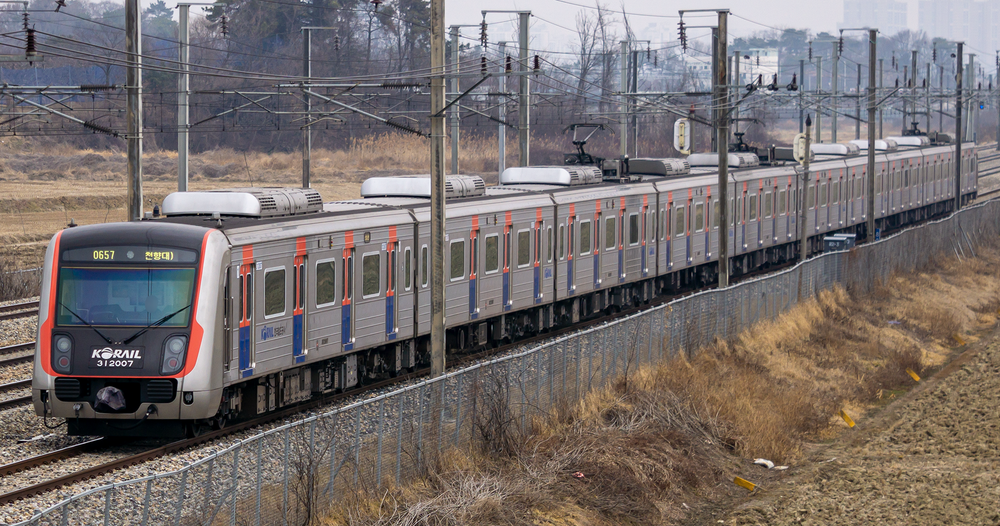
Korail 311000 sorozat
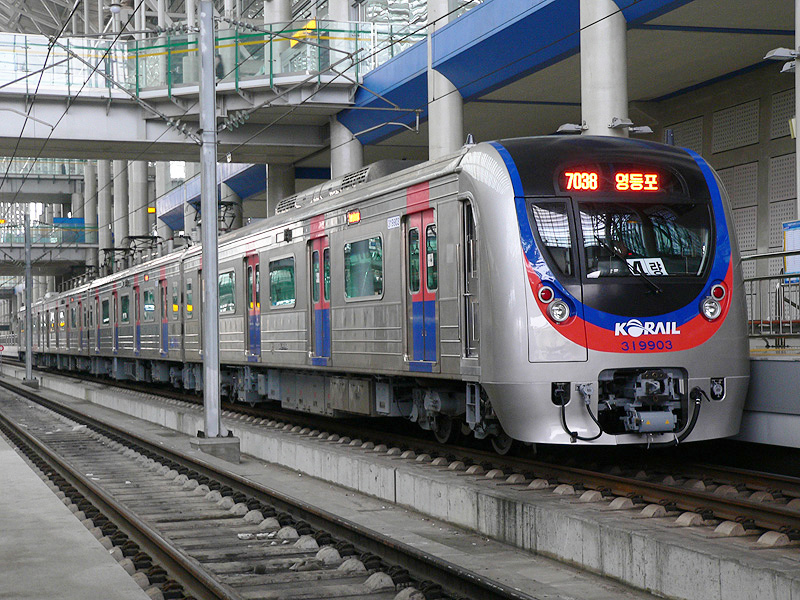
Korail 319000 sorozat
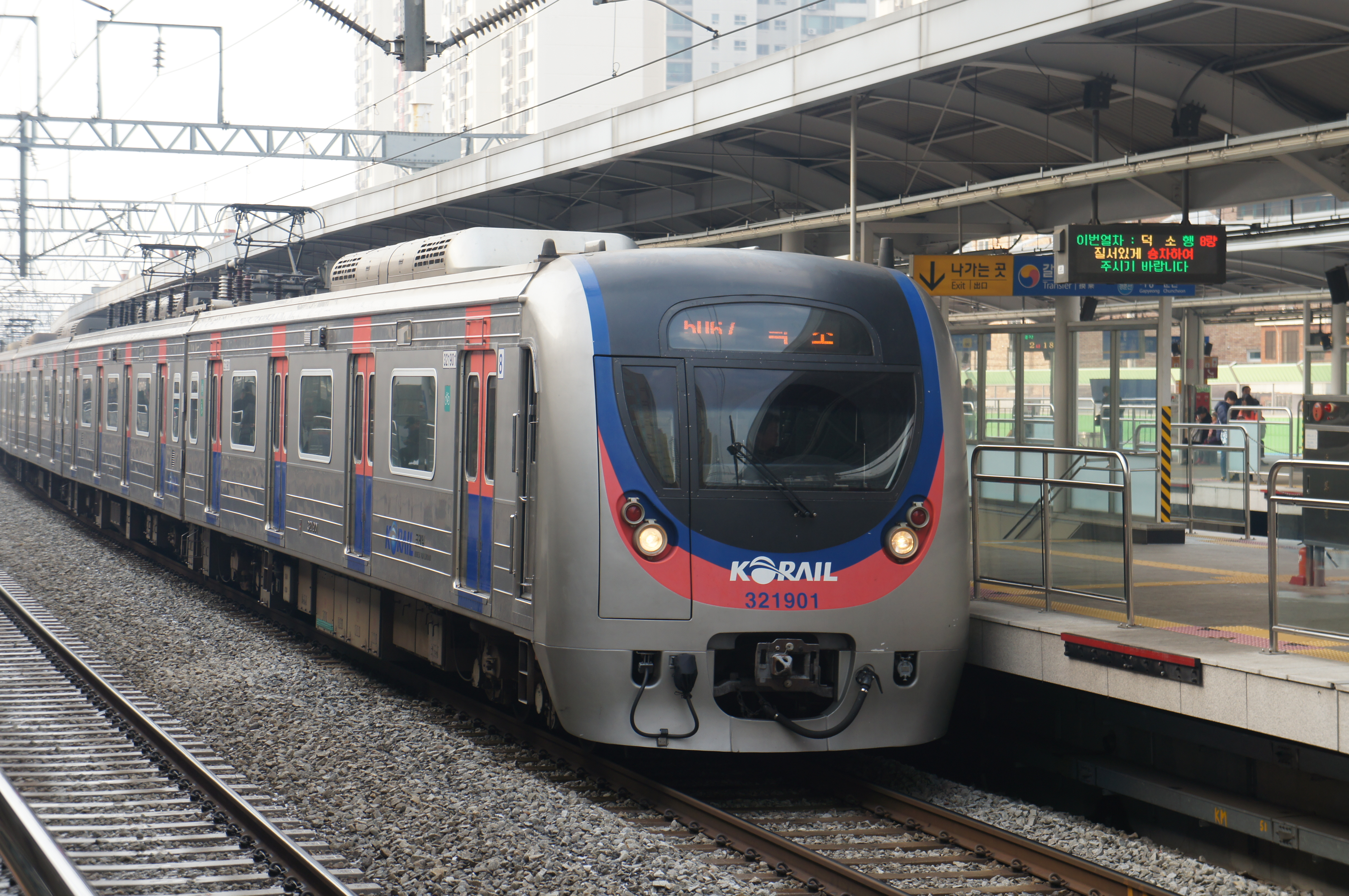
Korail 321000 sorozat
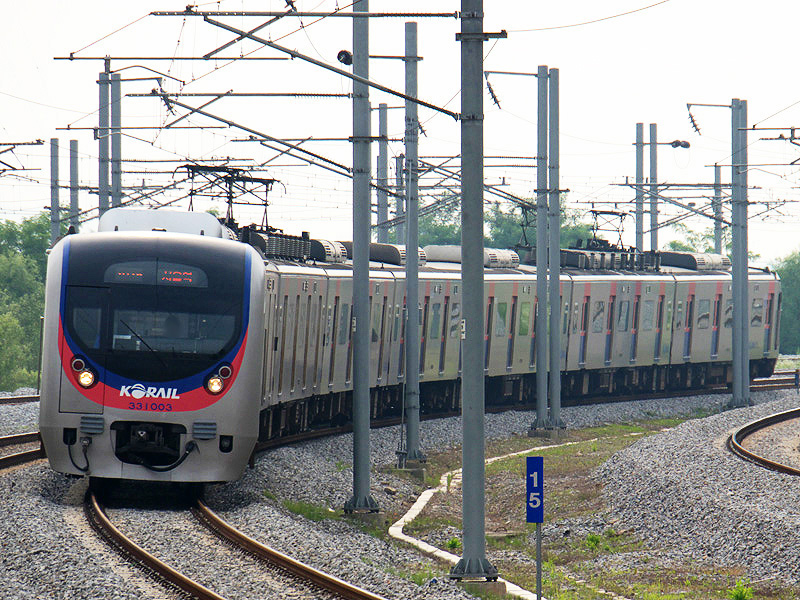
Korail 331000 sorozat
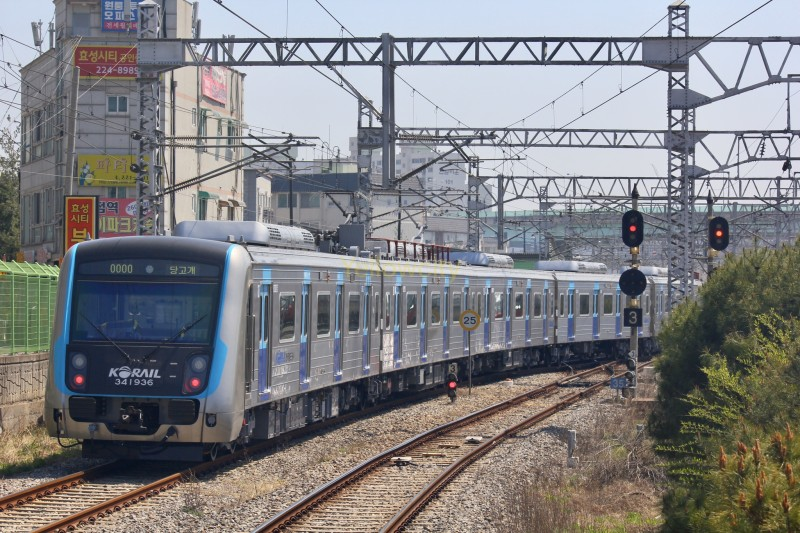
Korail 341000 sorozat
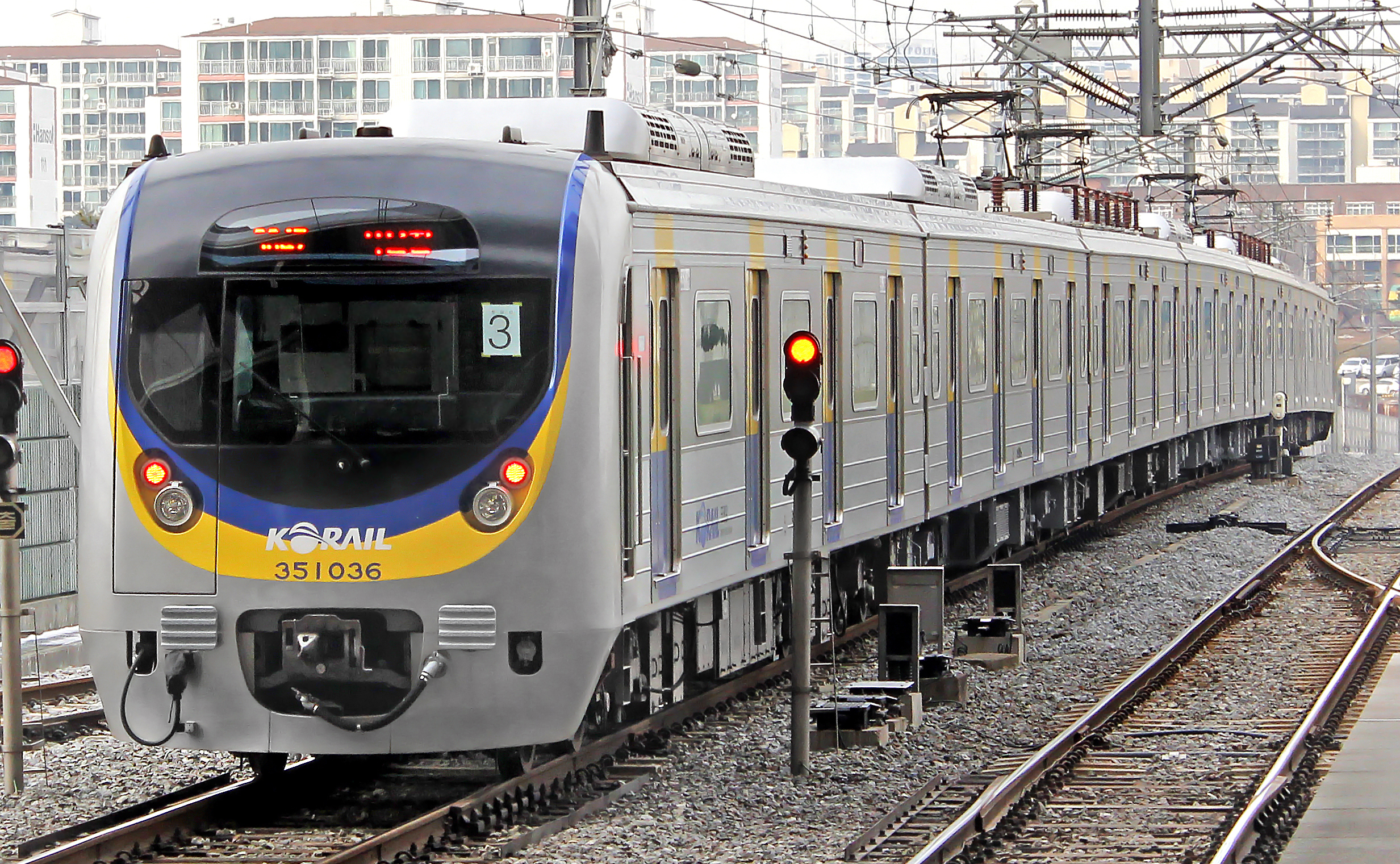
Korail 351000 sorozat
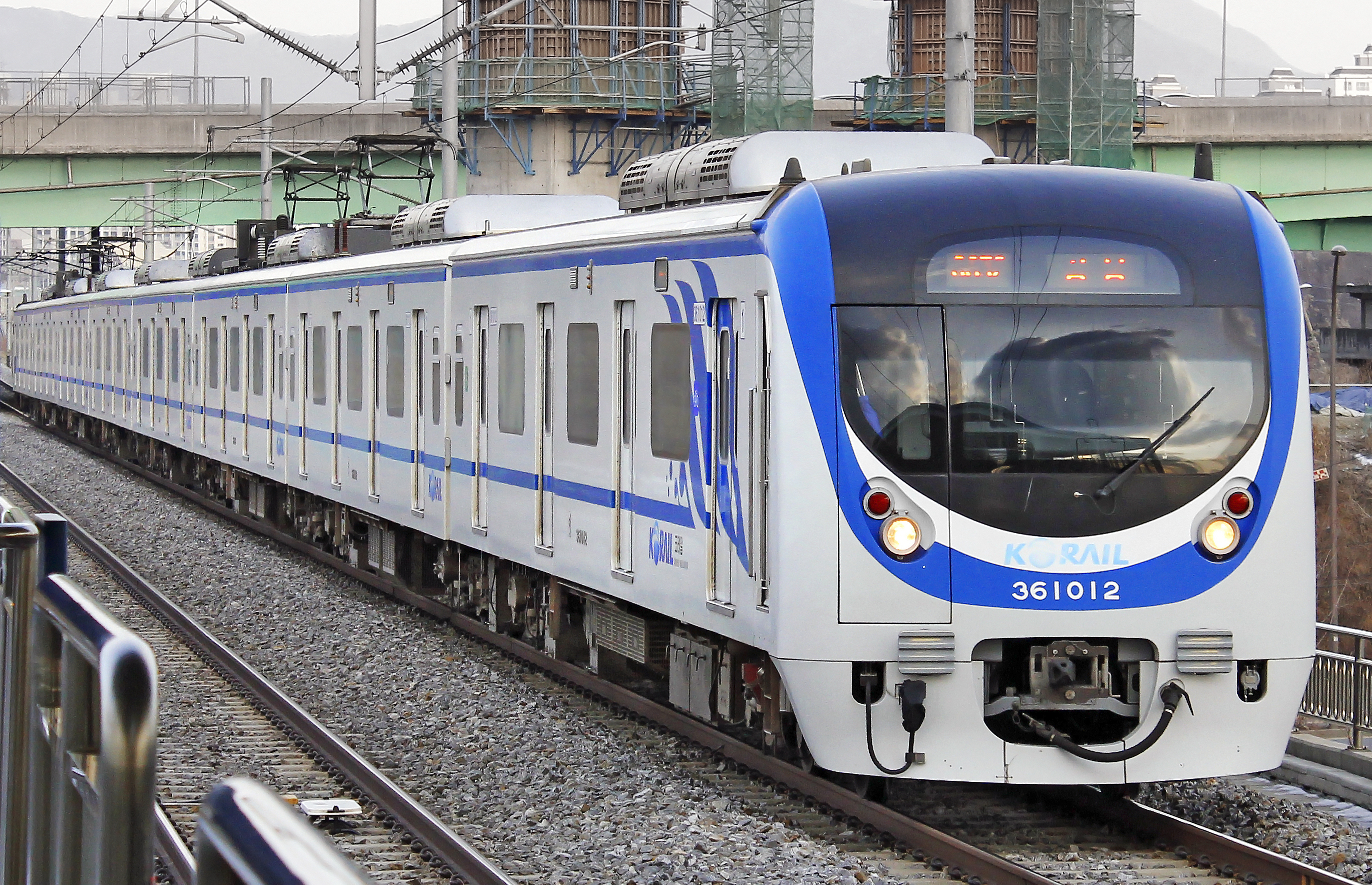
Korail 361000 sorozat
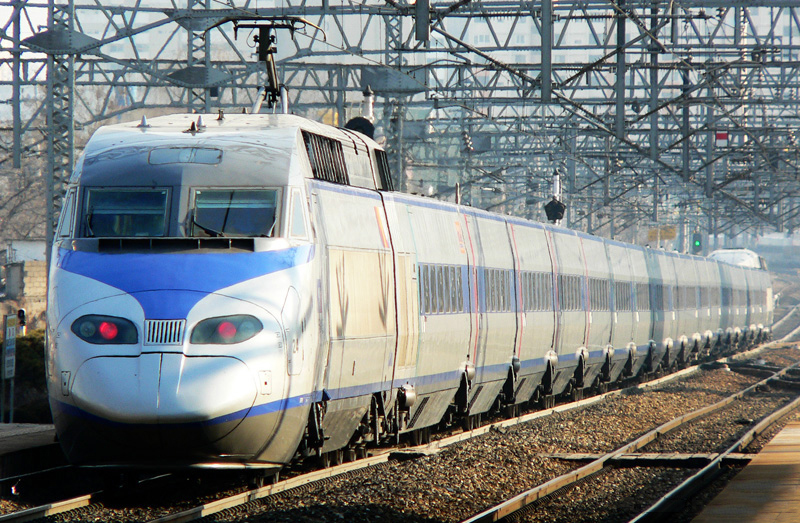
KTX-I sorozat
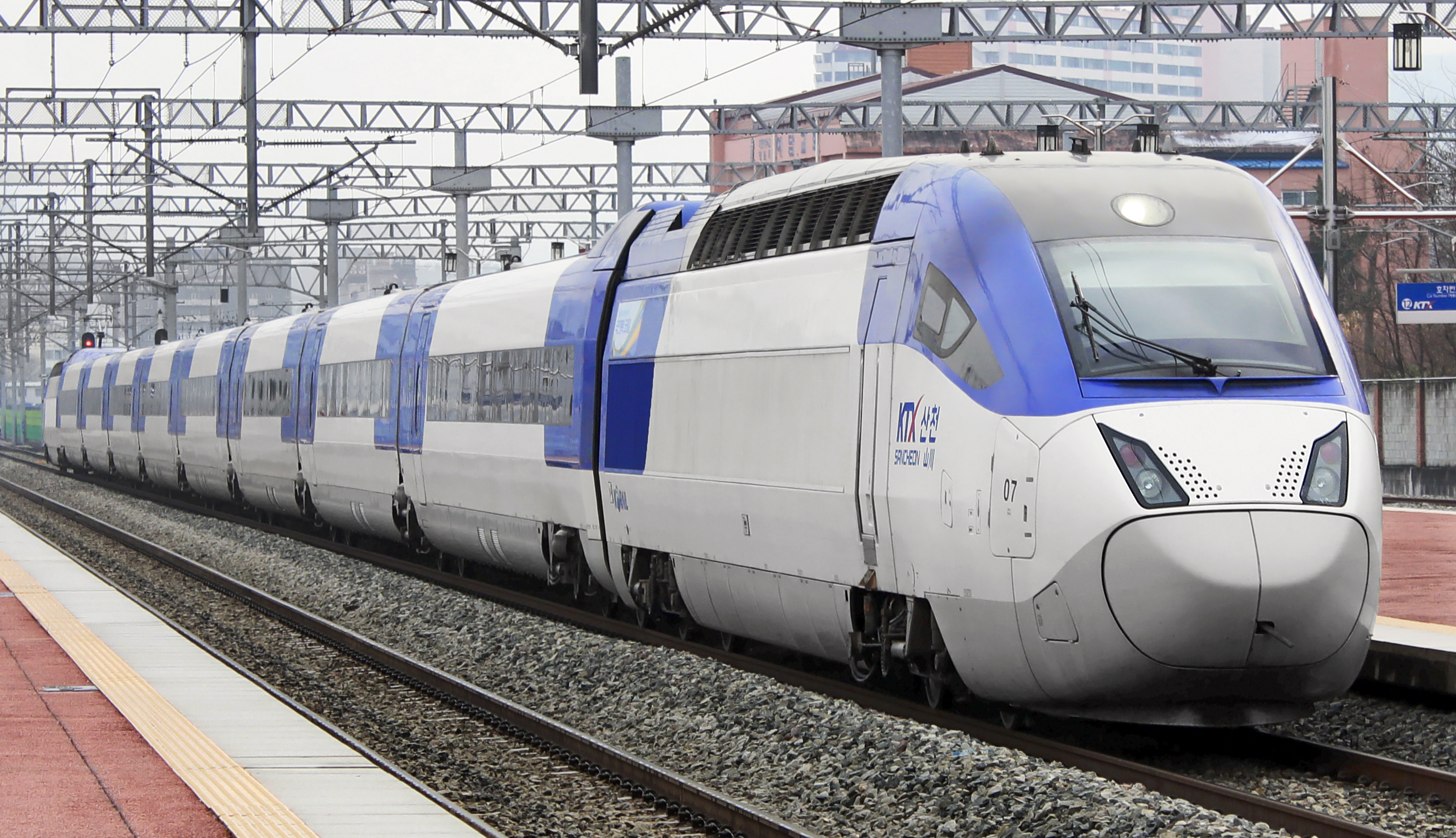
KTX-Szancshon (Sancheon) sorozat
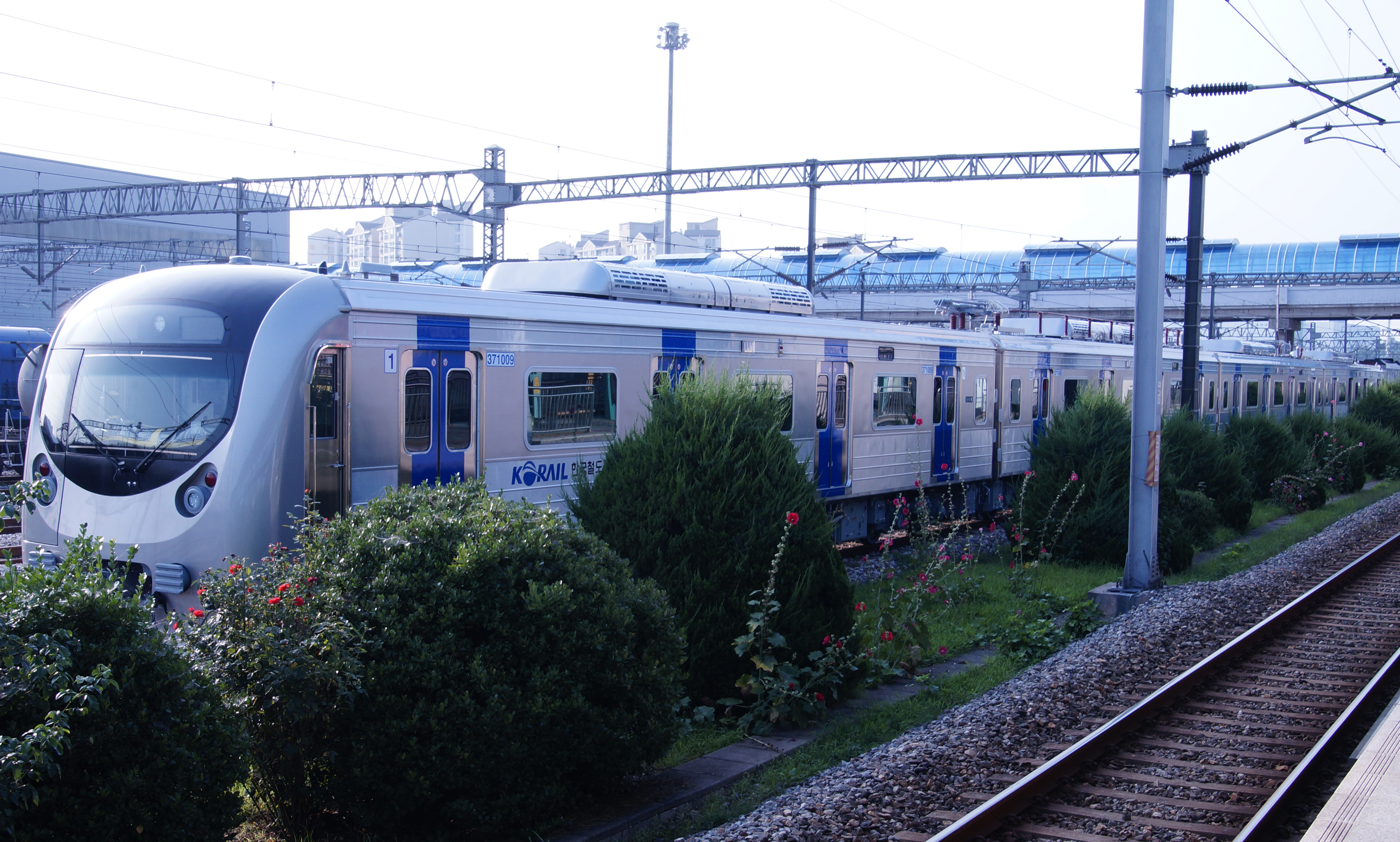
Korail 371000 sorozat

### Egyéb járművek

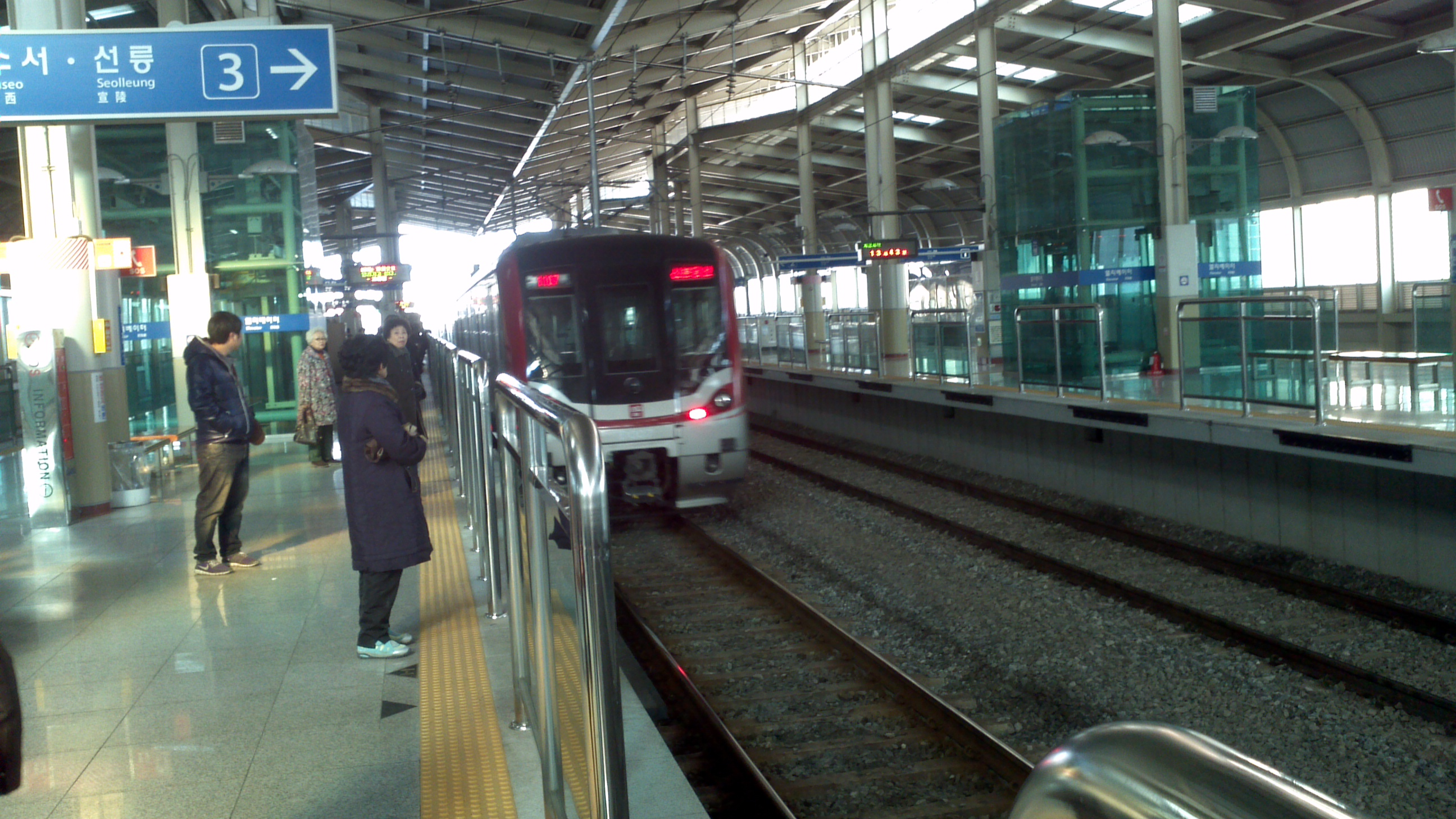
Sinbundang Class D000
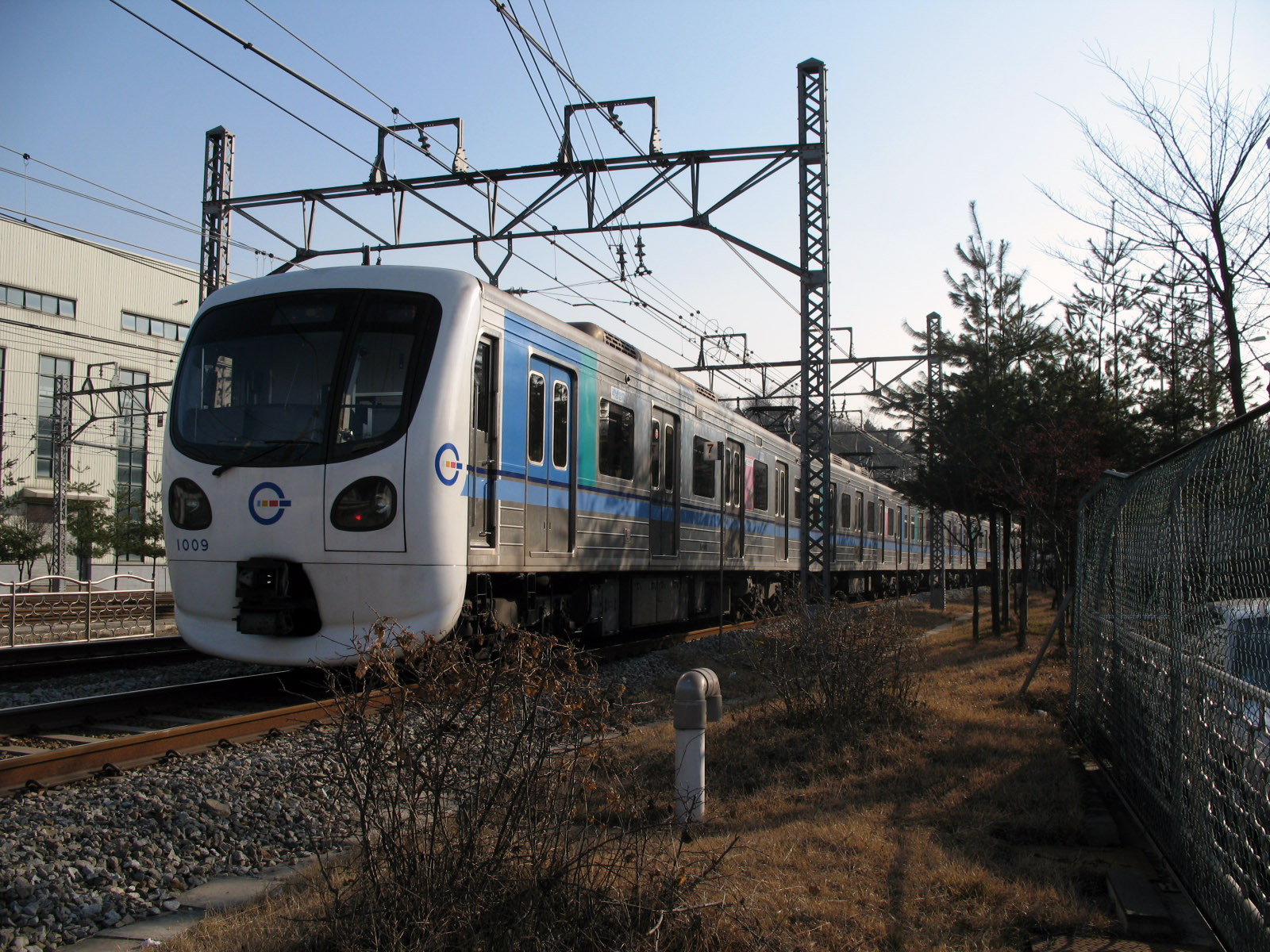
Incheon Metro 1000
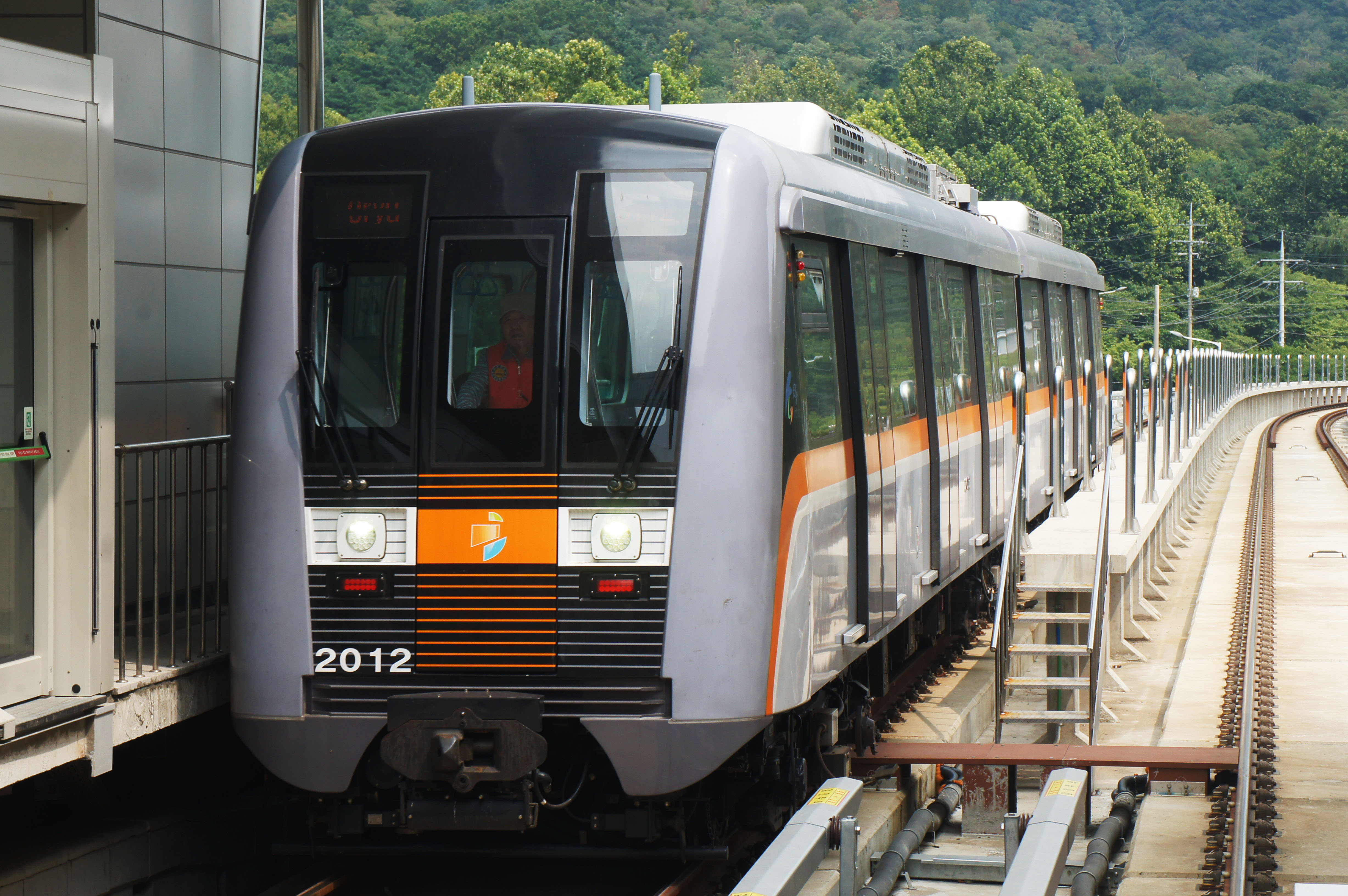
Incheon Metro 2000
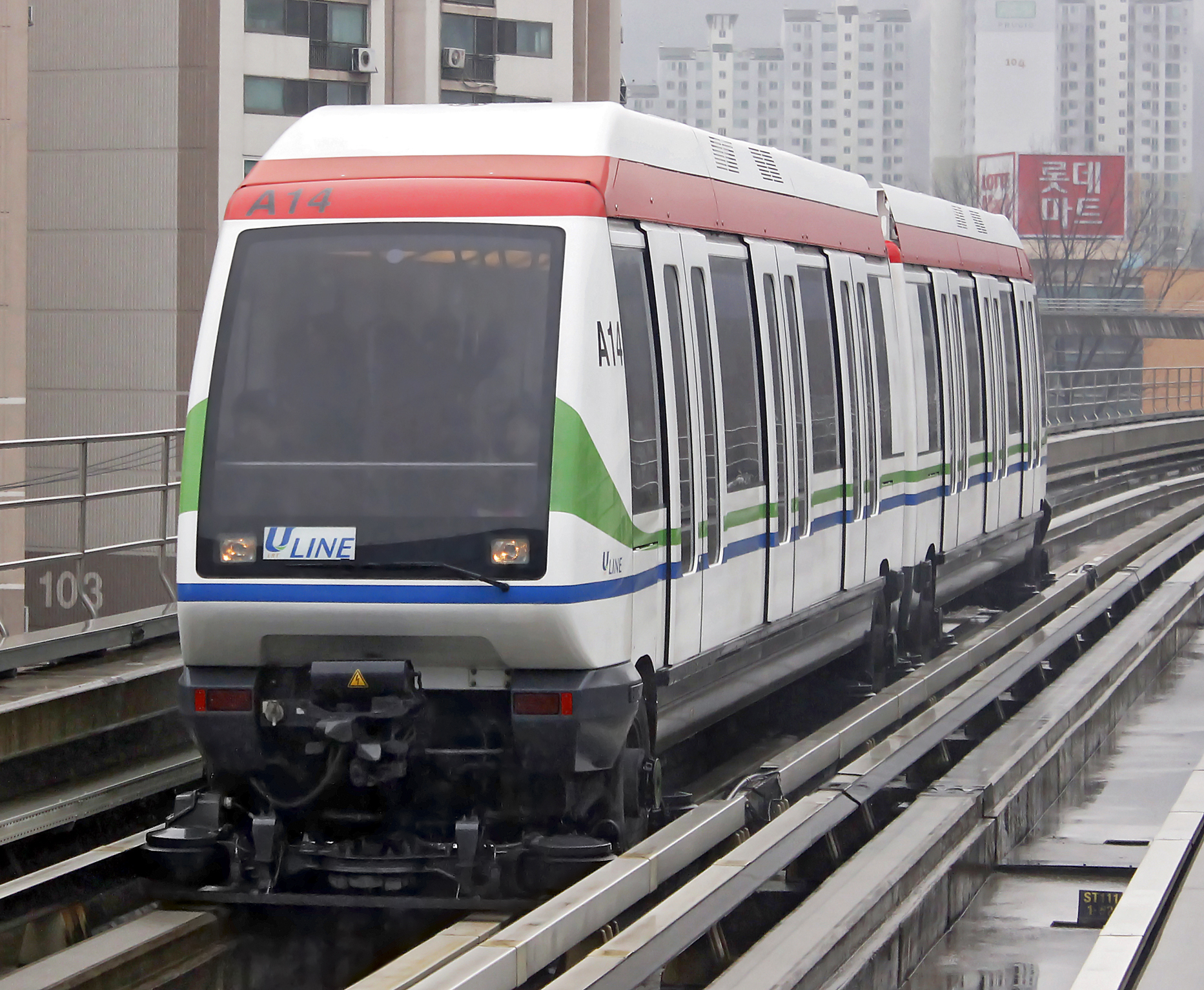
VAL208
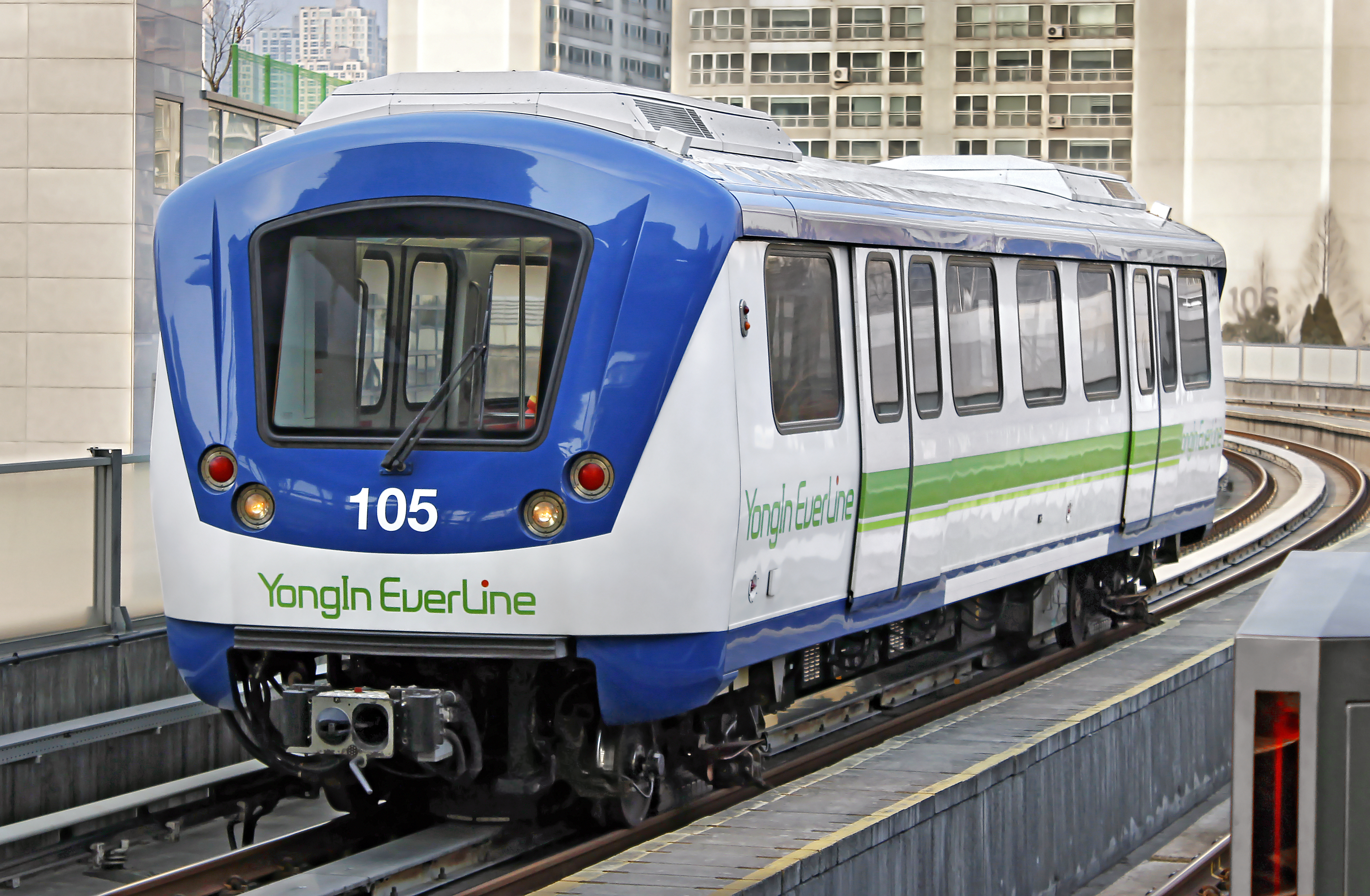
Innovia ART 200
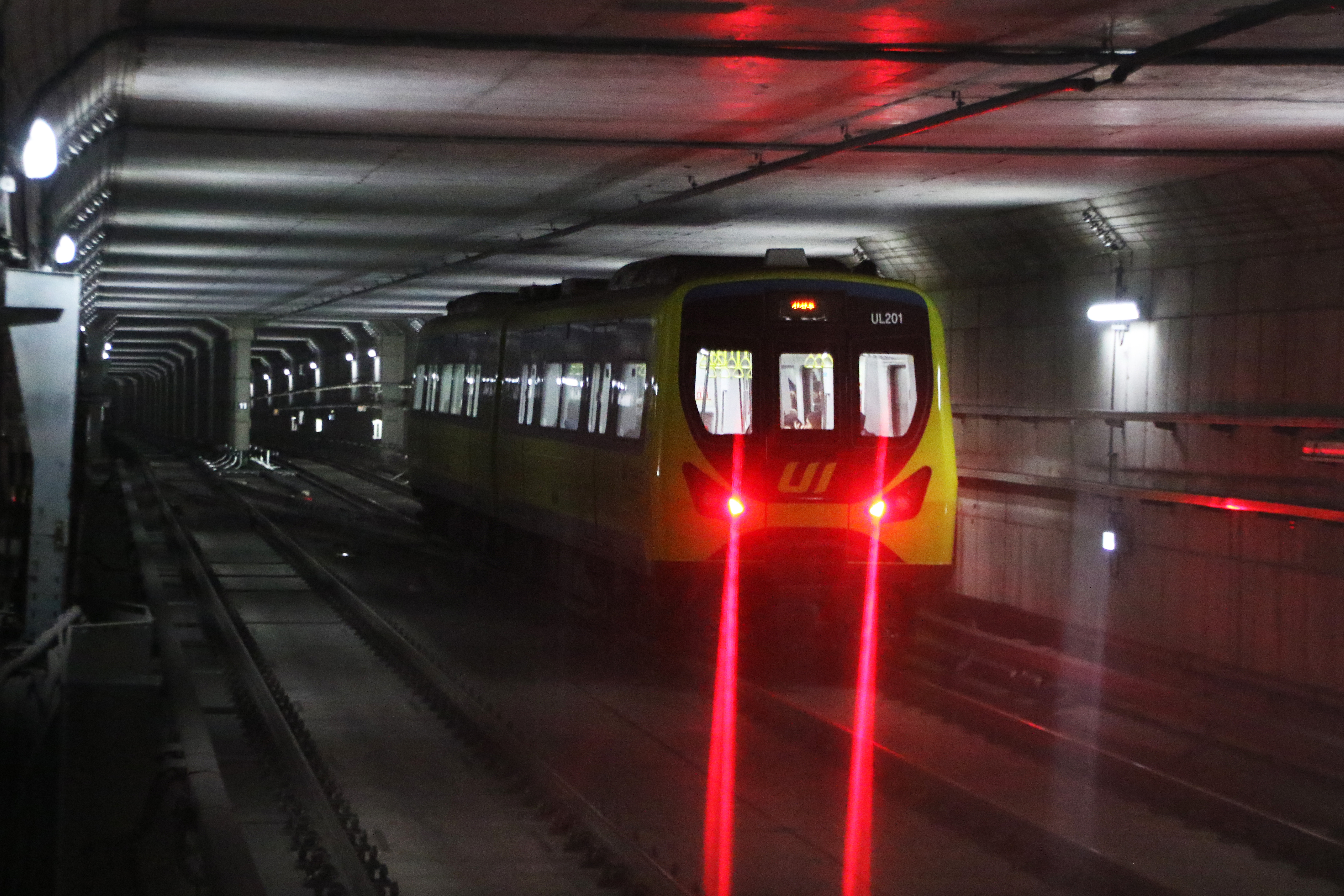
UL000
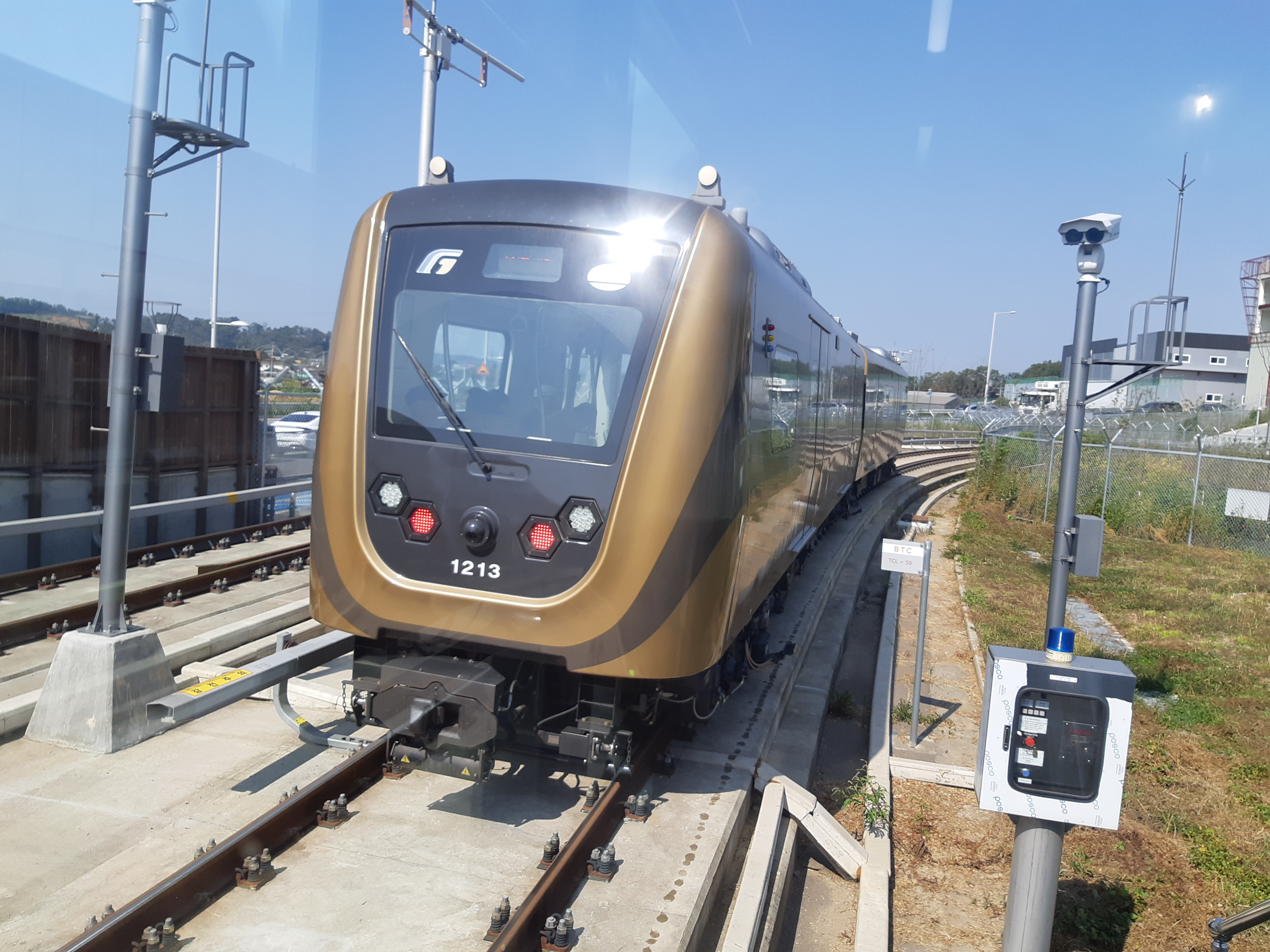
Gimpo Goldline 1000